# 都庁前駅
都庁前駅（とちょうまええき）は、東京都新宿区西新宿二丁目にある、東京都交通局（都営地下鉄）大江戸線の駅である。同線の起点駅。駅番号はE 28。
駅名の通り、東京都庁舎の前にあり、最寄り駅となっている。
同線が6の字型であるため、光が丘方面（放射線）と環状線との接続駅で、新宿西口・飯田橋方面からの列車は当駅止まりとなる。

## 歴史
開業前の仮名称は「西新宿」だった。その「西新宿」の名称は現在丸ノ内線の駅名に使われている他、大江戸線でも「西新宿五丁目」という駅名の一部となっている。
当駅は開削工法により施工したもので、地下3層構造、施工延長443 m、平均掘削幅32.7 m（20.2 m - 36.4 m）、平均掘削深さ21.8 m（20.6 m - 28.7 m）、路面覆工14,500 m2、掘削土量284,000 m3にも及び、大規模な工事となった。
当駅光が丘寄りの引き上げ線部は、駅開削工事とは別工区となる、都庁前駅 - 西新宿五丁目間のシールド掘削と同時に施工し、シールドマシンにより引き上げ線123 mを施工した。

### 年表
- 1990年（平成2年）8月28日：当駅工区の建設工事に着工[4]。完成まで7年（88か月）を費やした[4]。
- 1997年（平成9年）
  - 7月16日：西新宿駅務管理所都庁前駅務区を設置。練馬運輸管理所より練馬駅務区が移管される。
  - 12月19日：都営12号線の練馬駅 - 新宿駅間延伸開業に伴い当駅開業[1]。
- 1998年（平成10年）10月14日：関東の駅百選に選定される[5]。選定理由は「地下1、2階を吹き抜けにし、斬新なオブジェを設置した明るい駅」[6]。
- 2000年（平成12年）
  - 4月20日：都営12号線を大江戸線に改称[5]。同時に新宿駅 - 国立競技場駅間が延伸開業[5]。
  - 8月1日：西新宿駅務管理所を都庁前駅務管理所に改称。
  - 12月12日：都営大江戸線が国立競技場駅から大門駅経由で当駅まで延伸し、全線開業。
- 2007年（平成19年）3月18日：ICカード「PASMO」の利用が可能となる[7]。
- 2015年（平成27年）4月1日：市ヶ谷駅務管理所廃止に伴い、市ヶ谷駅務区を都庁前駅務管理所に編入。
- 2016年（平成28年）4月1日：都庁前駅務管理所を都庁前駅務管区に改組。都庁前駅務区のうち東中野駅・中井駅を練馬駅務区に移管。また上野御徒町駅務区新宿西口駅務区廃止に伴い、牛込柳町駅 - 新宿西口駅間が移管される。
- 2021年（令和3年）7月16日 - 9月30日：2020年東京オリンピック・パラリンピック開催に伴い、特別接近メロディ（『Make The Beat!』プロジェクトの「2020ビート」のアレンジ）を期間限定で使用[8]。

## 駅構造
方面別の島式ホーム2面4線の地下駅であり、1番線と4番線、2番線と3番線をそれぞれ複線扱いとして使用している（ただし3番線から光が丘方面へは基本的発着しない）。
大江戸線の項でも触れているが、同路線の運転系統は光が丘から当駅を一旦通り、六本木、大門、両国、飯田橋を経由し再度当駅に戻ってくる。そして折り返し同じ経路で光が丘に戻るという6の字で運行している。すなわち、飯田橋・両国方面から来た電車は全て当駅止まりの折り返しとなり、光が丘方面との相互直通は行っていない（ただし、レールは繋がっている）。これは車両の向きが反転することにも関係している。飯田橋・両国方面への折り返しは、3番線降車ホームに到着後、光が丘方の引き上げ線に回送し、2番線ホームに入線する形で行っている。
六本木・大門方面と飯田橋・両国方面（練馬・光が丘方面からの乗客が飯田橋・両国方面へ向かう場合）および、当駅止まり降車ホームと練馬・光が丘方面（飯田橋・両国方面からの乗客が練馬・光が丘方面へ向かう場合）はそれぞれ同一ホームで乗り換えができる。一方、六本木・大門方面からの乗客が飯田橋・両国方面へ乗り換える場合および、飯田橋・両国方面からの客が六本木・大門方面へ乗り換える場合は、一旦階段・エスカレーター・エレベーターを使ってホームを移動しなければならない。
かつては東京都交通局総合案内所（錦糸町から移転）や定期券発売所が設置されていたが、共に廃止された（前者は定期券発売所の隣から改札前に移転した時期があった。後者は後に自動定期券発売機が設置された。）。
東京都庁舎への出入り口が設けられているが、2004年4月から2008年8月まではテロ事件を理由に閉鎖されていた（2005年4月から7月にかけいったん解除）。出入口は、平日の都庁業務時間内に開放される。
都庁前駅務管区の所在駅であり、都庁前駅務区（中野坂上駅 - 大江戸線新宿駅間および新宿西口駅 - 牛込柳町駅間）、練馬駅務区（光が丘駅 - 東中野駅間）、市ヶ谷駅務区（新宿線新宿駅 - 岩本町駅間、ただし神保町駅を除く）を管理している。

### のりば
| 番線 | 路線         | 行先             | 備考                             |
| ---- | ------------ | ---------------- | -------------------------------- |
| 1    | 都営大江戸線 | 六本木・大門方面 | 光が丘・練馬方面からの列車。直通 |
| 2    | 都営大江戸線 | 飯田橋・両国方面 | 車庫・折返線からの列車。当駅始発 |
| 3    | 都営大江戸線 | （降車ホーム）   | 飯田橋方面からの列車。当駅止まり |
| 4    | 都営大江戸線 | 練馬・光が丘方面 | 大門・六本木方面からの列車。直通 |

（出典：東京都交通局:構内立体図）
- 3番線を除き、電車の発車時には発車ベルが鳴る（ホームドアからの発車メロディと併用）。
- かつて光が丘 - 新宿間だけで運行していた頃は、新宿駅に上下線の渡り線がないため、当駅がその機能を代替していた[11]。その頃は1番線と3番線が新宿方面、2番線と4番線が光が丘方面であり、都庁前駅と新宿駅の間は上下線それぞれを単線並列で運転していた[11]。駅名標もそれぞれの番線に合ったものが設置されていた。
- 大江戸線の駅では清澄白河駅と並んで、コンコースに発車標が設置されている。

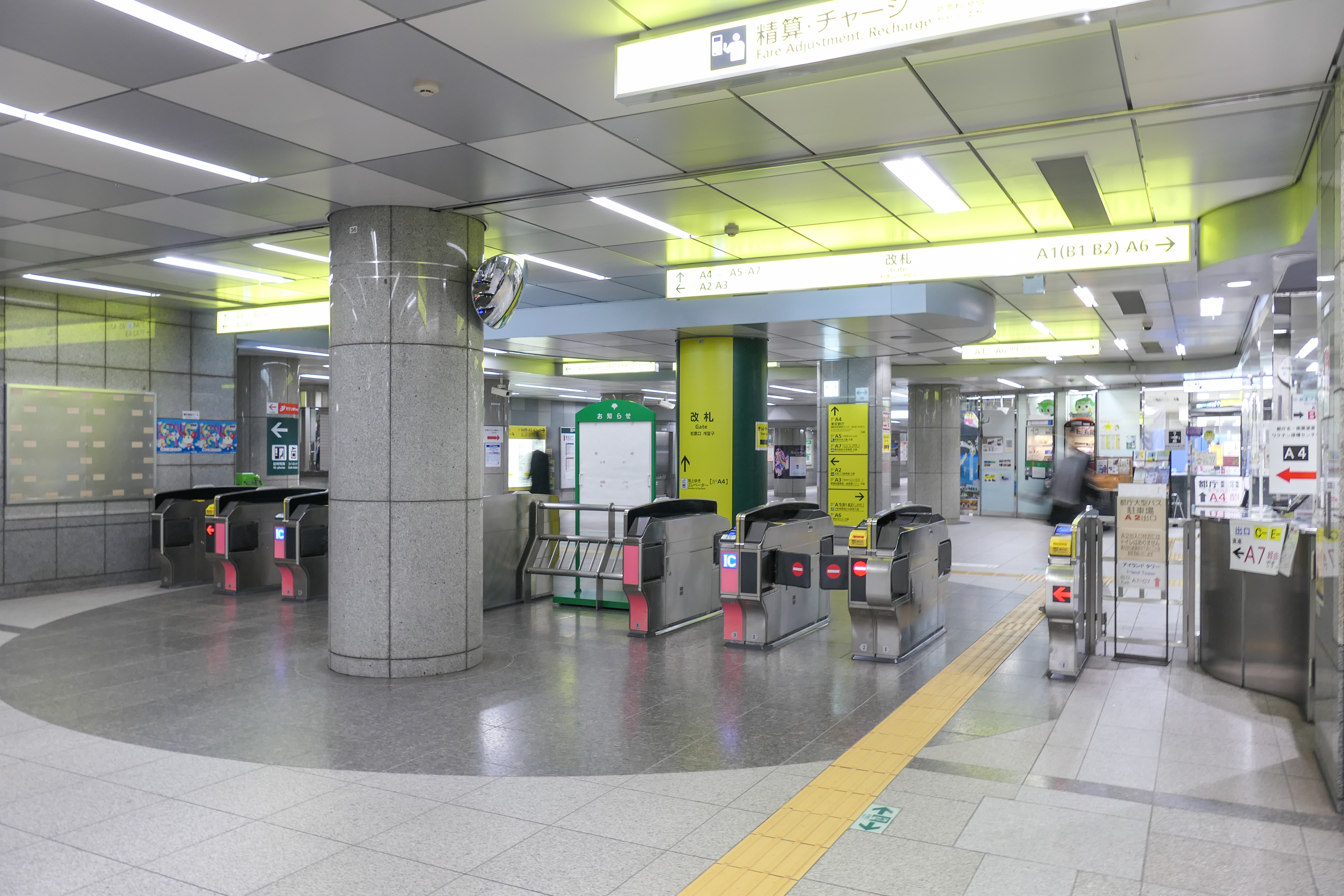
改札口（2022年12月）
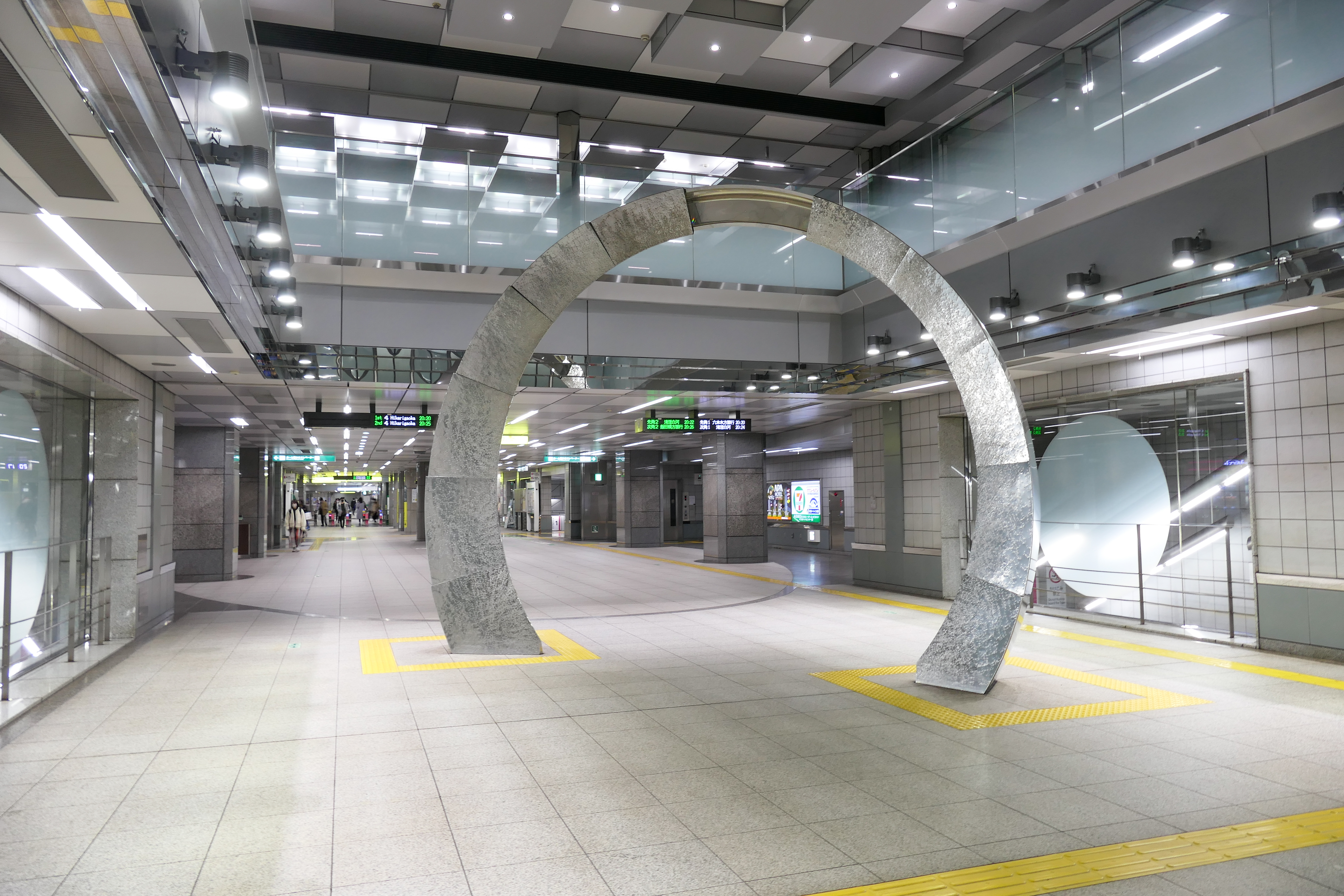
コンコース（2022年12月）
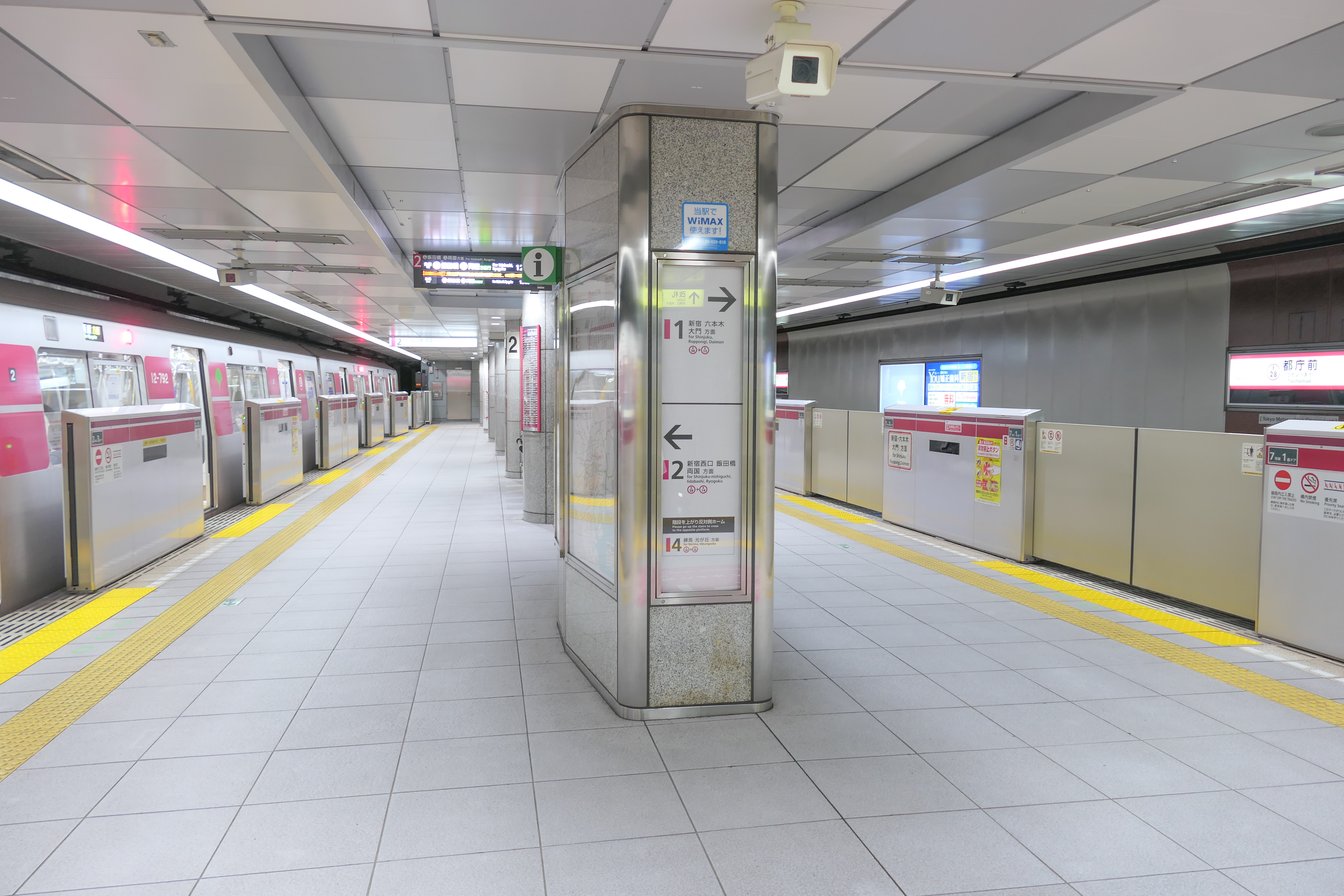
1・2番線ホーム（2022年5月）
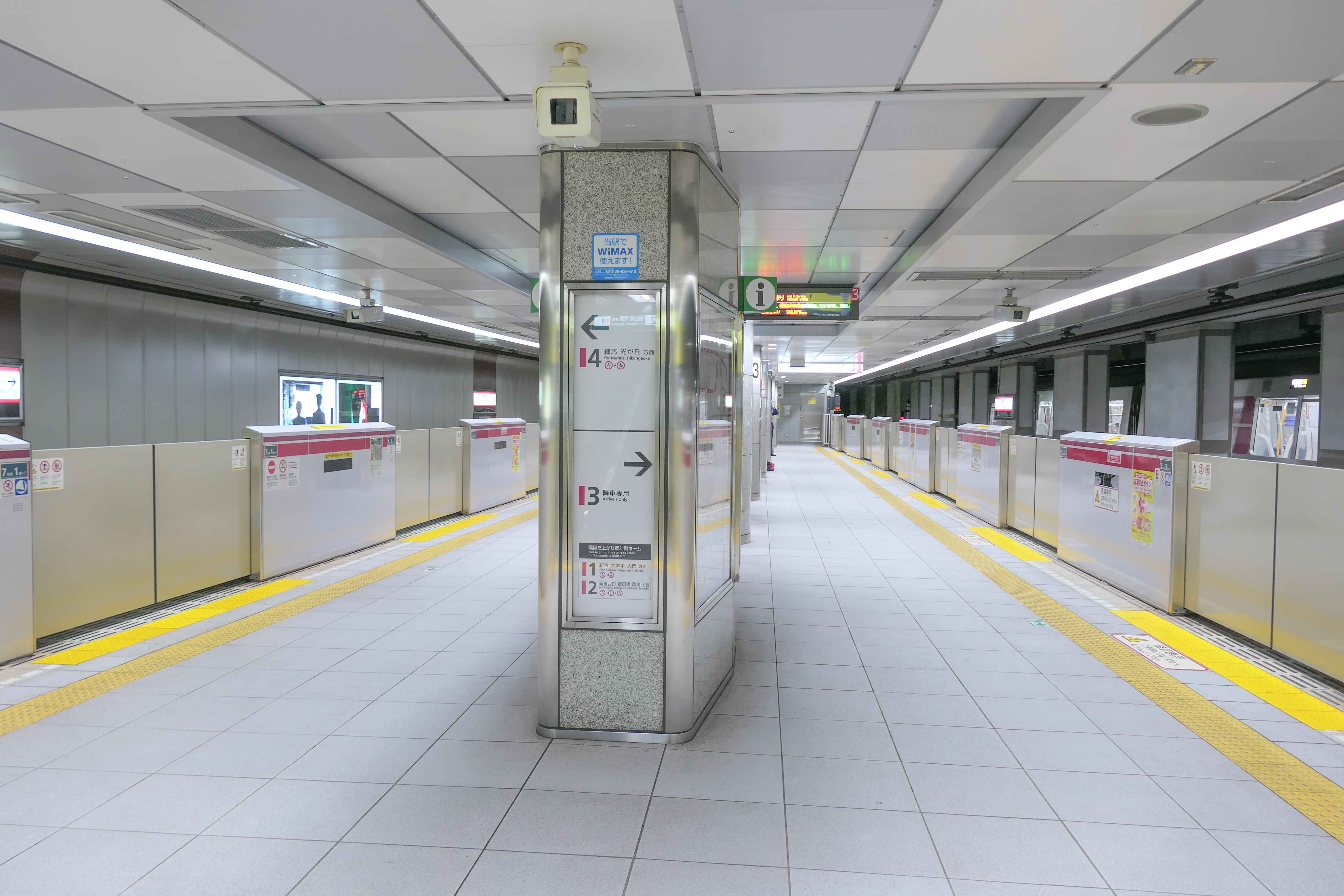
3・4番線ホーム（2022年5月）

### 配線図
| | ↑ 飯田橋・両国 方面              |  |
| ← 練馬・ 光が丘 方面 | 都営地下鉄 都庁前駅 鉄道配線略図 |  |
| | ↓ 六本木・大門 方面              |  |
| 凡例 出典:* 以下を参考に作成。 ** 鉄道ファン編集部、「特集 短絡線ミステリー6 - 地下鉄の謎」、交友社、『鉄道ファン』 第43巻2号（通巻第502号） 2003年2月号、16ページ、「図2-7 都庁前」、2003年。 |                                  |  |

### 新宿付近の経由ルート変更
大江戸線中野坂上 - 西新宿（仮称時、現在の都庁前） - 国立競技場付近は、特に大幅に経由ルートが変更された区間である。大江戸線計画当時は、東京都都市計画局（現・東京都都市整備局）と運輸省（当時）の指示から、混雑の激しい新宿駅への一極集中を避けるため、あえてターミナル駅を通らないルートを選定した。このため、大江戸線の新宿ターミナルとなる西新宿駅（現・都庁前駅）は京王プラザホテル前に配置する計画としていた（このほか、新宿駅周辺には新宿西口と代々木に駅を設置する計画）。
1974年（昭和49年）の大江戸線免許申請時点では、中野坂上 - 当駅間は約900 mにわたって丸ノ内線の直下（中野坂上 - 丸ノ内線西新宿駅付近、当時同駅は未開業）を通って9号街路（東通り）の京王プラザホテル前に至るルートとし、現在の六本木・大門方面にあたるホームは南北方向に1面2線の島式ホーム（上階）とすることが計画されていた。一方、現在の飯田橋・両国方面にあたるホームは、現行の当駅が通る4号街路（中央通り）地下の東西方向に1面2線の島式ホーム（下階）を設置し、六本木・大門方面と合わせてT形2層構造の駅として計画されていた。
六本木・大門方面行きは、9号街路から西新宿二丁目交差点で甲州街道（都営新宿線新宿駅の西側で、京王新線の上を通る。駅は設置しない）と交差し、小田急小田原線の南新宿駅地下を横切って（駅は設置しない）東方向に向かう。代々木駅はJR線の西側を並行する現行ルートではなく、代々木駅の南端で東西方向にJR線と交差し（代々木駅を設置）、中央本線の北側を並走して（現行ルートは南側を並走する）信濃町駅手前（信濃町駅を設置）で南に向かい、外苑東通りで現在ルートに合流していた。飯田橋・両国方面は現行ルートよりも緩やかな曲線で新宿西口（駅を設置）を通過して東新宿駅方面へ向かうことを計画していた。

## 利用状況
2023年（令和5年）度の1日平均乗降人員は46,002人（乗車人員：22,312人、降車人員：23,690人）である。
開業以来の1日平均乗降・乗車人員の推移は下表の通りである。
| 年度               | 1日平均 乗降人員 | 1日平均 乗車人員 | 出典     |
| ------------------ | ---------------- | ---------------- | -------- |
| 1997年（平成09年） |                  | 3,592            | [ * 1 ]  |
| 1998年（平成10年） |                  | 3,926            | [ * 2 ]  |
| 1999年（平成11年） |                  | 4,041            | [ * 3 ]  |
| 2000年（平成12年） | 14,552           | 6,209            | [ * 4 ]  |
| 2001年（平成13年） | 26,157           | 11,656           | [ * 5 ]  |
| 2002年（平成14年） | 29,287           | 13,034           | [ * 6 ]  |
| 2003年（平成15年） | 31,788           | 14,089           | [ * 7 ]  |
| 2004年（平成16年） | 33,361           | 14,881           | [ * 8 ]  |
| 2005年（平成17年） | 35,013           | 15,683           | [ * 9 ]  |
| 2006年（平成18年） | 36,703           | 16,495           | [ * 10 ] |
| 2007年（平成19年） | 37,809           | 17,284           | [ * 11 ] |
| 2008年（平成20年） | 38,072           | 17,668           | [ * 12 ] |
| 2009年（平成21年） | 37,335           | 17,517           | [ * 13 ] |
| 2010年（平成22年） | 37,381           | 17,612           | [ * 14 ] |
| 2011年（平成23年） | 37,545           | 17,695           | [ * 15 ] |
| 2012年（平成24年） | 40,652           | 19,247           | [ * 16 ] |
| 2013年（平成25年） | 42,291           | 20,105           | [ * 17 ] |
| 2014年（平成26年） | 43,750           | 20,971           | [ * 18 ] |
| 2015年（平成27年） | 46,518           | 22,362           | [ * 19 ] |
| 2016年（平成28年） | 48,473           | 23,449           | [ * 20 ] |
| 2017年（平成29年） | 50,008           | 24,239           | [ * 21 ] |
| 2018年（平成30年） | 52,192           | 25,373           | [ * 22 ] |
| 2019年（令和元年） | 51,967           | 25,272           | [ * 23 ] |
| 2020年（令和02年） | 34,114           | 16,569           |          |
| 2021年（令和03年） | 35,587           | 17,197           |          |
| 2022年（令和04年） | 39,957           | 19,317           |          |
| 2023年（令和05年） | 46,002           | 22,312           |          |

## 駅周辺
当駅は、新宿高層ビル群の中にある。
- 西新宿駅（東京メトロ丸ノ内線） - 地下通路でつながっている。
- 東京都庁舎
- 新宿中央公園
- 新宿住友ビル
  - 平和祈念展示資料館 - 現在は到着時の最寄り案内施設放送で流れている。
- 新宿三井ビル
- 新宿郵便局
- 京王プラザホテル
- ハイアットリージェンシー東京 - 一時期に到着時の最寄り施設案内放送でも流れていた。また、ホテルセンチュリーハイアット時代は駅名標の下に看板が設置されていた。
- ヒルトン東京
- 新宿ワシントンホテル
- 新宿センタービル
- 新宿第一生命ビル
- 新宿パークタワー
- 新宿モノリスビル
- 新宿NSビル
- KDDIビル
- 工学院大学
- 東京医科大学病院
- マルエツ プチ 西新宿六丁目店

## バス路線
「都庁第一本庁舎」 - A4出口を出てすぐの所にある。
- 都営バス
  - C・H01：新宿駅西口行（平日のみ運行）

## その他
- 東京都庁舎が丸の内にあった頃は、都電5系統に「都庁前」という停留場があった。この停留場に設置されていた停留場名板が当駅改札近くに展示されている。なお、停留場は都電廃止から新宿移転まで都営バスの停留所に引き継がれ、都庁移転後「丸の内三丁目（元都庁前）」を経て現在は「東京国際フォーラム前」を名乗っている（東京国際フォーラムそのものも都庁跡地に建設されている）。
- 都営地下鉄と営団地下鉄（現：東京メトロ）が共同制作した統一駅出入口サインと駅出入口の電動サイン「くるくるシンボル」は[20]、共に当駅が設置第1号目となった。
- 2011年12月10日に都営大江戸線開業20周年記念イベントが当駅で開催された時は、プロ野球・東京ヤクルトスワローズのマスコットキャラクター「つば九郎」が登場し、「1日駅鳥」を務めた。

## 隣の駅
東京都交通局（都営地下鉄）
 都営大江戸線
飯田橋・両国方面
都庁前駅 (E 28) - 新宿西口駅 (E 01)
六本木・大門方面／練馬・光が丘方面
新宿駅 (E 27) - 都庁前駅 (E 28) - 西新宿五丁目駅 (E 29)